# のれん物語
『のれん物語』（のれんものがたり）は、テレビ東京で2005年10月7日から2007年3月23日まで放送されていたミニ番組。サン・クロレラの一社提供。

## 概要
のれんのかかった日本全国の老舗を訪問し、歴史的な観点から紹介する。

## 出演者
- なべおさみ（ナレーションも担当していた）

## 制作
- テレビ東京
- エグザクト

## 放送リスト

### 2005年
- 10月7日「京都・清水～京大和」
- 10月21日「東京・亀戸～船橋屋」
- 10月28日「京都・錦小路～有次」
- 11月4日「東京・浅草～駒形どぜう」
- 11月11日「京都・祇園～いづう」
- 11月18日「東京・麻布～更科堀井」
- 11月25日「京都・百万遍～緑寿庵清水」
- 12月2日「東京・明石町～塩瀬総本家」
- 12月9日「大阪・ミナミ～西玉水」
- 12月16日「群馬・高碕～大門屋」
- 12月23日「埼玉・川越～亀屋」
- 12月30日「東京・京橋～白木屋中村傳兵衛商店」

### 2006年
- 1月6日「東京・外神田～天野屋」
- 1月13日「石川・金沢～不室屋」
- 1月20日「千葉・銚子～山十商店」
- 1月27日「石川・金沢～森八」
- 2月03日「広島・熊野町～ホウ古堂(老舗筆工房)」
- 2月10日「兵庫・神戸～コスモポリタン製菓」
- 2月17日「岡山・矢掛町～佐藤玉雲堂」
- 2月24日「埼玉・岩槻～東玉」
- 3月10日「兵庫・神戸～神戸酒心館」
- 3月17日「福岡・平尾～水月」
- 3月24日「佐賀・有田町～香蘭社」
- 3月31日「福岡・柳川～本吉屋」
- 4月7日「東京・日暮里～羽二重団子」
- 4月14日「岡山・備前～桃蹊堂」
- 4月21日「香川・高瀬町 小野うどん」
- 4月28日「長崎・江崎べっ甲唐」
- 5月4日「文豪が愛した老舗の老舗」（スペシャル 12:00 - 12:30）
- 5月5日「岐阜・郡上八幡 渡辺染物店」
- 5月12日「愛知・名古屋 両口屋是清」
- 5月19日「北海道・函館～五島軒」
- 5月26日「北海道・小樽～海陽亭」
- 6月2日「東京・浅草～中江」
- 6月9日「京都・四条 十三や」
- 6月16日「愛知・岡崎 まるや八丁味噌」
- 6月23日「京都・宇治“通圓”」
- 7月7日「佐賀・副島硝子工業」
- 7月14日「山口・萩～忠小兵衛浦鉾本店」
- 7月21日「福岡・大川～酢屋商店」
- 7月28日「山口・下関～松琴堂」
- 8月4日「静岡・丁子屋」
- 8月11日「福島・会津若松～山形屋本店」
- 8月18日「福井～天たつ」
- 8月25日「山梨・甲府～印傳屋」
- 9月1日「宮城・仙台～門間箪笥店」
- 9月8日「静岡・熱海～あをきのひもの本店」
- 9月15日「福井・越前市～岩野平三郎製紙所」
- 9月22日「滋賀・高島町～総本家喜多品老舗」
- 9月29日「神奈川・小田原～山崎提灯店」
- 10月6日「沖縄・首里～瑞穂酒造」
- 10月20日「島根・松江市～一力堂」
- 10月27日「沖縄・那覇～角萬漆器」
- 11月3日「沖縄・本部町～きしもと食堂」
- 11月10日「鳥取・源平茶屋」
- 11月17日「茨城・結城市～小倉商店」
- 11月24日「島根・出雲～荒木屋」
- 12月1日「茨城・水戸～笹沼五郎商店」
- 12月8日「東京・銀座～鹿乃子」
- 12月15日「奈良・吉野～平宗」
- 12月22日「奈良～古梅園」
- 12月29日「三重・伊勢～二軒茶屋餅角屋本店」

### 2007年
- 1月5日「東京・新富町～大野屋總本店」
- 1月12日「神奈川・横浜～ウチキパン」
- 1月19日「東京・日本橋～眼鏡老舗」
- 1月26日「和歌山～田端酒造」
- 2月2日「大阪・難波～自由軒」
- 2月9日「大阪・難波～戎橋をぐら屋」
- 2月16日「富山・氷見市～高岡屋本舗」
- 2月23日「石川・金沢～あめの俵屋」
- 3月2日「長崎・波佐見町～白山陶器」
- 3月9日「福岡・久留米～萬年亀酒造」
- 3月16日「兵庫・神戸～ドンク」
- 3月23日「京都～ゆば」